# Moto G4
Moto G4 (thường được cách điệu Moto G4) là một điện thoại thông minh chạy hệ điều hành Android được phát triển bởi Motorola Mobility, một bộ phận của Lenovo. Ra mắt vào ngày 17 tháng 5 năm 2016, nó là thiết bị kế nhiệm của thế hệ thứ ba của Moto G.
Moto G4 được phát hành khắp Brazil và Ấn Độ cùng ngày. Nó có mặt ở Hoa Kỳ vào ngày 28 tháng 6 năm 2016, và các thị trường khác sau đó.
Thiết bị sẽ nhận được bản vá lỗi bảo mật Android nhưng không phải hàng tháng.

## Phiên bản
| Stat               | Moto G4 Play              | Moto G4                                 | Moto G4 Plus                                      |
| ------------------ | ------------------------- | --------------------------------------- | ------------------------------------------------- |
| Processor          | Snapdragon 410 at 1.2 GHz | Snapdragon 617 at 1.5 GHz               | Snapdragon 617 at 1.5 GHz                         |
| Processor Cores    | 4 cores                   | 8 cores                                 | 8 cores                                           |
| GPU                | Adreno 306 GPU            | Adreno 405 GPU                          | Adreno 405 GPU                                    |
| RAM                | 1 GB                      | 2 GB                                    | 2, 3 or 4 GB                                      |
| Display Resolution | HD (1280 x 720)           | Full HD (1920 x 1080)                   | Full HD (1920 x 1080)                             |
| Display Size       | 5", 294 ppi               | 5.5", 401 ppi                           | 5.5", 401 ppi                                     |
| Rear Camera        | 8MP f/2.2 1080p30 video   | 13MP f/2.0 1080p30 video w/ slow-motion | 16MP f/2.0 PDAF and laser autofocus 1080p30 video |
| Battery            | 2800mAh                   | 3000mAh w/ TurboPower Charging          | 3000mAh w/ TurboPower charging                    |
| Fingerprint Reader | No                        | No                                      | Yes                                               |